# Dumitru Gheorghiu (diplomat)
Dumitru Gheorghiu (n. 21 martie 1918, Iași, România – d. 3 februarie 1970, Cluj, România) a fost un muncitor textilist, politician și diplomat român, care a deținut mai multe funcții de conducere în cadrul Partidului Comunist Român (PCR). A îndeplinit, printre altele, funcțiile de prim-secretar al Comitetului Regional Iași al Partidului Muncitoresc Român (1956–1961) și ambasador al României în Republica Populară Chineză (1961–1966).

## Biografie

### Formare politică
S-a născut la 21 martie 1918 în orașul Iași, într-o familie de muncitori. A absolvit șapte clase de școală elementară, după care a lucrat ca ucenic și apoi ca muncitor la mai multe întreprinderi textile⁠(d) din orașul Iași. În anul 1945 s-a înscris în Partidul Comunist Român și, începând din 1948, a îndeplinit diferite sarcini în aparatul de partid, fiind detașat în cadrul comitetelor regionale Bacău, Putna și Iași ale Partidului Muncitoresc Român (numele sub care a funcționat în acea perioadă Partidul Comunist). El a urmat în acest timp trei ani de studii în Uniunea Sovietică.

### Funcții politice

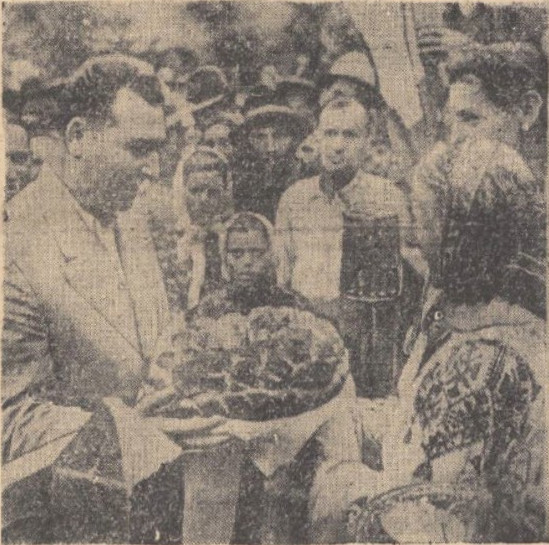
Dumitru Gheorghiu primit cu pâine şi sare de colectiviștii din Vlădeni, 1959.

Activitatea politică desfășurată în teritoriu l-a ajutat să promoveze în cadrul conducerii partidului. Gheorghiu a fost ales membru supleant al Comitetului Central (C.C.) al Partidului Muncitoresc Român la Congresul al VII-lea din 23–28 decembrie 1955 și a deținut această poziție, în urma confirmării sale la Congresul al VIII-lea al PMR (20–26 iunie 1960) și la Congresul al IX-lea al PCR (19–24 iulie 1965), timp de aproape paisprezece ani, până la Congresul al X-lea al PCR (6–12 august 1969). La 16 ianuarie 1956 a fost numit prim-secretar al Comitetului Regional Iași al Partidului Muncitoresc Român (PMR) și a exercitat această funcție până în august 1961.
Implicarea sa politică a fost întărită prin alegerea ca membru al Marii Adunări Naționale în anul 1957. În întâlnirile cu alegătorii circumscripției nr. 10 Codăești, el a vorbit de „grija partidului pentru ridicarea nivelului de trai al poporului, pentru înflorirea patriei” și i-a asigurat că-i va sprijini în rezolvarea unor probleme locale (electrificarea satelor, îmbunătățirea aprovizionării cu pâine și lemne a unor instituții și întreprinderi, inaugurarea unui cămin vultural la Codăești, extinderea școlii din Șerbotești, reînființarea secției de chirurgie a Spitalului din Codăești, construirea unei mori și a unei băi comunale la Codăești, amenajarea unui abator). L-a însoțit, de asemenea, pe Iosif Chișinevschi (membru al Biroului Politic al CC al PMR, secretar al CC al PMR), candidat al FDP în circumscripția electorală nr. 22 Iași-Nord, la întâlnirea din 20 ianuarie 1957 cu alegătorii de la Institutul de Medicină și de la Fabrica de Antibiotice.
Dumitru Gheorghiu a îndeplinit funcția de deputat pe parcursul a trei legislaturi, ca reprezentant al circumscripțiilor electorale ieșene Codăești (1957–1965) și Vlădeni (1965–1969). La propunerea Biroului Marii Adunări Naționale, Dumitru Gheorghiu a fost ales la 28 decembrie 1967 ca membru al Comisiei juridice a forului legislativ național.

### Ambasador în China

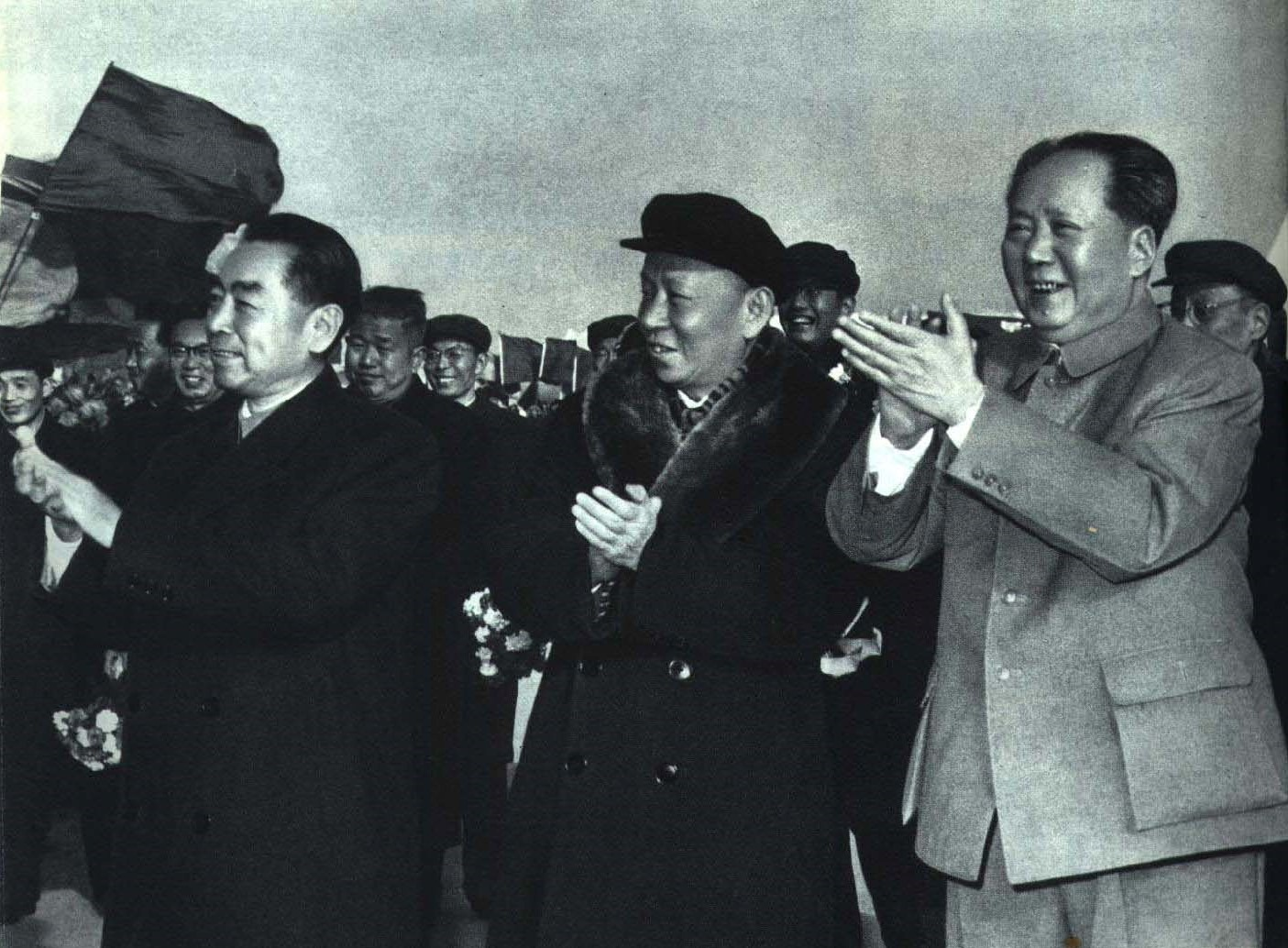
Ciu En-lai, Liu Șao-ți și Mao Tze-dun în 1964.

După cinci ani și jumătate ca prim-secretar al Comitetului Regional Iași al PMR, Dumitru Gheorghiu a fost numit la 29 iulie 1961 în funcția de ambasador extraordinar și plenipotențiar al României în Republica Populară Chineză, ca succesor al profesorului Barbu Zaharescu. După ce s-a prezentat la post la 22 septembrie 1961, și-a prezentat scrisorile de acreditare președintelui R. P. Chineze, Liu Șao-ți, la 24 septembrie 1961 și a declarat în cuvântarea pe care a rostit-o cu această ocazie că „oamenii muncii din țara noastră și guvernul romîn, condamnă cu hotărîre ocuparea ilegală de către forțele armate ale S.U.A. a insulei Taivan, ocupare ce reprezintă un act de agresiune împotriva Republicii Populare Chineze, și sprijină întrutotul poziția justă a poporului chinez în ce privește eliberarea acestei părți integrante a teritoriului național chinez”, a exprimat opoziția fermă a Republicii Populare Romîne „împotriva înlăturării artificiale a Chinei Populare de la participarea la activitatea Organizației Națiunilor Unite” și insistența „ca Republicii Populare Chineze să i se recunoască locul ce i se cuvine în această organizație” și a descris Republica Populară Chineză ca „o mare putere” și un „factor de însemnătate primordială în lupta pentru apărarea păcii”. În cuvântarea de răspuns, președintele Liu Șao-ți a lăudat contribuția poporului român la „lupta împotriva politicii agresive imperialiste și pentru apărarea păcii în Europa și în lume” și la „destinderea încordării din regiunea Balcanilor” și a exprimat dorința consolidării relațiilor de prietenie, colaborare și ajutor reciproc dintre R. P. Chineză și R. P. Romînă. Câteva zile mai târziu, la 29 septembrie 1961, noul ambasador a avut o convorbire cu premierul Ciu Enlai, în prezența ministrului adjunct al Afacerilor Externe al R. P. Chineze, Zeng Yongquan.
Ambasadorul Gheorghiu a rămas aproape cinci ani în postul diplomatic de la Beijing. Tânărul diplomat Romulus Ioan Budura, viitor ambasador al României în China (1990–1996), care l-a cunoscut în acea perioadă, îl descria astfel: „era muncitor textilist, cultură specifică activiștilor de partid, era un om inteligent și de foarte mult bun simț, care a știut să se achite de obligațiile lui diplomatice… mai duios, mai molcom, adică a evitat întotdeauna asperitățile, ciocnirile dure”. În calitate de reprezentant al României, Gheorghiu a organizat periodic activități de popularizare a culturii române precum o gală de film românesc la Beijing în martie 1962, în cadrul căreia au fost difuzate filmele Nicolae Grigorescu și S-a furat o bombă și la care au participat Huan Cen (adjunct al ministrului afacerilor externe), Liu Cian-sen (vicepreședinte al Federației Sindicatelor din întreagă Chină) și numeroși funcționari superiori din Ministerul Afacerilor Externe, Ministerul Comerțului Exterior și Comitetul pentru relațiile culturale cu străinătatea, personalități culturale și artistice din China, membri ai misiunilor diplomatice străine, ziariști chinezi și străini, și un spectacol de gală cu filmul Străzile au amintiri în seara zilei de 21 august 1962, cu prilejul aniversării a 18 ani de la răsturnarea dictaturii antonesciene, în prezența lui Huan Cen (adjunct al ministrului afacerilor externe), Țao Ing (vicepreședinte al Comitetului chinez pentru relații culturale cu străinătatea), Su Kuang siao (adjunct al ministrului culturii) și Lu Fin (președinte al Asociației pentru prietenia chino-română).
Relațiile româno-chineze au început să se îmbunătățească odată cu înrăutățirea relațiilor româno-sovietice după ce viceprim-ministrul român Alexandru Bârlădeanu a respins propunerile sovietice cu privire la specializarea economiilor țărilor comuniste în cadrul Conferinței statelor membre CAER, desfășurată la Moscova (6-7 iunie 1962). Discuțiile politice româno-chineze au avansat tot mai mult, iar în decembrie 1962, cu ocazia aniversării a 25 ani de la proclamarea Republicii Populare Române, ambasadorul Dumitru Gheorghiu a invitat la recepția de la Ambasadă pe toți liderii Partidului Comunist Chinez, în frunte cu Mao Tze-dun, cu toate că nu-i invitase pe toți la recepția organizată de Ziua națională a României. Majoritatea liderilor comuniști chinezi, mai puțin Mao, au venit la acea recepție, iar premierul Ciu Enlai i-a spus cu acel prilej ambasadorului sovietic Stepan Cervonenko că relația româno-chineză va deveni tot mai solidă, urmând să fie dezvoltată pe baza unor principii „cu care voi nu sunteți de acord”. În ianuarie 1964 ambasadorul Gheorghiu a fost invitat singur la Ministerul chinez al Afacerilor Externe și a fost dus de acolo cu o altă mașină la sediul conducerii superioare unde a fost primit de Liu Șao-ți, vicepreședinte al C.C. al P. C. Chinez⁠(d), care i-a făcut o expunere de mare importanță. Informarea scrisă de ambasador, care conținea anunțul chinezilor că urmau să experimenteze curând bomba atomică, a fost transmisă imediat la București către Emil Bodnăraș și Gheorghe Gheorghiu-Dej și i-a determinat pe liderii comuniști români să acorde o importanță sporită relației româno-chineze în scopul asigurării securității României. Conducerea Partidului Muncitoresc Romîn l-a contactat apoi pe ambasadorul Chinei în România și au pregătit împreună organizarea vizitei unei delegații române în China.

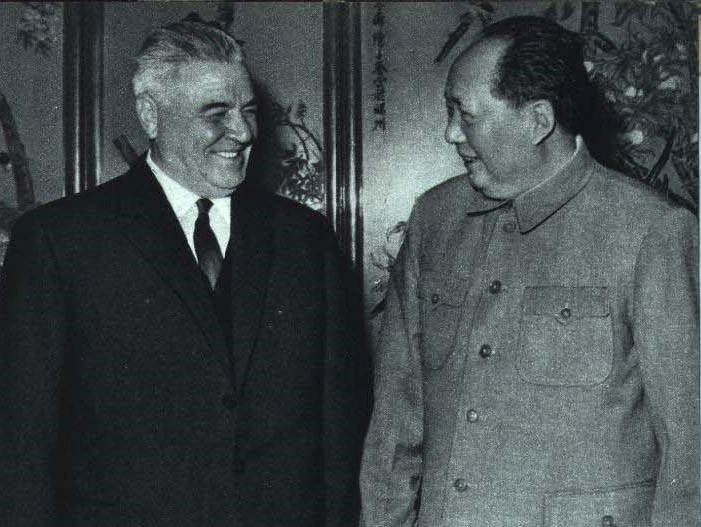
Ion Gheorghe Maurer și Mao Tze-dun la întâlnirea din 10 martie 1964

Vizita în China a unei delegații a Partidului Muncitoresc Romîn, formată din Ion Gheorghe Maurer, Emil Bodnăraș, Nicolae Ceaușescu și Chivu Stoica (membri ai Biroului Politic al Comitetului Central), a avut loc în martie 1964. Delegația română a plecat cu avionul de la București la 1 martie 1964, „la invitația Comitetului Central al Partidului Comunist Chinez” (potrivit presei românești), și urma să discute o serie de chestiuni „cu privire la relațiile dintre cele două partide și țări, precum și cu privire la problemele unității lagărului socialist și a mișcării comuniste și muncitorești internaționale”. Odată cu delegația au plecat și Wang Tun, însărcinatul cu afaceri ad-interim al R.P. Chineze la București, și unii membri ai Ambasadei R.P. Chineze în R.P. Romîne. După o oprire la Omsk, delegația a ajuns la Beijing la 2 martie 1964. Delegația română a purtat discuții în perioada 3–10 martie cu o delegație a Partidului Comunist Chinez, alcătuită din Liu Șao-ți (vicepreședinte al C.C. al P. C. Chinez⁠(d)), Deng Xiaoping (secretar general al C.C. al P. C. Chinez⁠(d)), Pin Cijen (membru al Biroului Politic al C.C. al P. C. Chinez), Kan Sen⁠(d) (membru supleant al Biroului Politic al C.C. al P.C. Chinez), Ian San-kun (membru supleant al Secretariatului⁠(d) C.C. al P. C. Chinez⁠(d) ) și alți membri ai C.C. al P. C. Chinez și s-a întâlnit la 10 martie în palatul Adunării Populare cu Mao Tze-dun, președintele⁠(d) Comitetului Central al P.C. Chinez⁠(d). Ambasadorul Dumitru Gheorghiu a participat la unele discuții, inclusiv la întâlnirea cu Mao. Discuțiile au vizat găsirea unor principii care să reglementeze relațiile dintre partidele și statele comuniste și au pledat pentru o solidaritate politică româno-chineză care să contracareze intențiile agresive ale Uniunii Sovietice la adresa independenței politice, militare și economice a României, manifestate prin presiunile exercitate în cadrul CAER și mai ales prin Planul Valev. Vizita în China s-a încheiat la 12 martie 1964, iar delegația PMR s-a îndreptat apoi spre R.P.D. Coreeană, unde a purtat discuții cu Kim Ir-sen și alți conducători ai Partidului Muncii din Coreea în perioada 12–14 martie, și a făcut apoi o escală la Gagra, unde s-a întâlnit în 15–16 martie cu Nikita Hrușciov, prim-secretar al C.C. al P.C.U.S., și cu alți lideri sovietici precum Anastas Mikoian, membru al Prezidiului C.C. al P.C.U.S., Vasil Mjavanadze, membru supleant al Prezidiului C.C. al P.C.U.S., și Iuri Andropov, secretar al C.C. al P.C.U.S., cu care a discutat probleme legate de „lupta pentru întărirea unității și coeziunii țărilor socialiste, a mișcării comuniste și muncitorești internaționale pe baza principiilor marxism-leninismului și internaționalismului proletar”.
Cu ocazia aniversării a 20 de ani de la răsturnarea dictaturii antonesciene, ambasadorul Gheorghiu a organizat la sediul Ambasadei în 12 august 1964 o conferință de presă, în cadrul căreia a vorbit despre semnificația istorică a acestui eveniment, despre participarea României la războiul împotriva Germaniei Naziste și despre succesele obținute de poporul român în cele două decenii de la preluarea puterii de către Partidul Comunist. Au asistat la această conferință numeroși ziariști chinezi, corespondenți străini acreditați la Pekin și atașați de presă ai unor misiuni diplomatice străine. Sărbătorirea Zilei Naționale a României a prilejuit o serie de evenimente la Beijing: o recepție oferită de ambasador în seara zilei de 21 august, la care au participat numeroși lideri comuniști chinezi precum mareșalul Ciu De⁠(d) (vicepreședinte⁠(d) al Comitetului Central al P.C. Chinez și președinte⁠(d) al Adunării Reprezentanților Populari din întreaga Chină), Deng Xiaoping  (secretar general al C.C. al P.C. Chinez, vicepremier⁠(d) al Consiliului de Stat al R. P. Chineze), mareșalul Cen I (membru al Biroului Politic al C.C. al P.C. Chinez, vicepremier al Consiliului de Stat al R. P. Chineze), Pin Cijen (membru al Biroului Politic al C.C. al P. C. Chinez și vicepreședinte al Adunării Reprezentanților Populari din întreaga Chină), Lin Fe (vicepreședinte al Adunării Reprezentanților Populari din întreaga Chină), Li Sî-goan (vicepreședinte al Consiliului consultativ politic popular) ș.a., o adunare festivă la Beijing, încheiată cu un program artistic, la care au participat Cen I, Lin Fen și un public numeros și la care au vorbit Lu Pin, președintele Asociației pentru prietenia chino-română, și ambasadorul Dumitru Gheorghiu, o festivitate la clubul muncitorilor de la stația centrală de cale ferată din Beijing, în prezența unor reprezentanți ai Ambasadei, și o adunare festivă în comuna Lukuoțiao (o suburbie a capitalei, care a primit cu acest prilej numele „Prietenia chino-română”), la care au participat Van Binnan (ministrul adjunct al afacerilor externe), Ciu Jon (ministrul adjunct al agriculturii) și alții și la care au rostit cuvântări Van Li, vicepreședintele Comitetului popular local, și ambasadorul Dumitru Gheorghiu. În seara zilei de 22 august 1964 ambasadorul Dumitru Gheorghiu a rostit o cuvântare despre sărbătoarea națională a poporului român la postul de televiziune din Beijing.

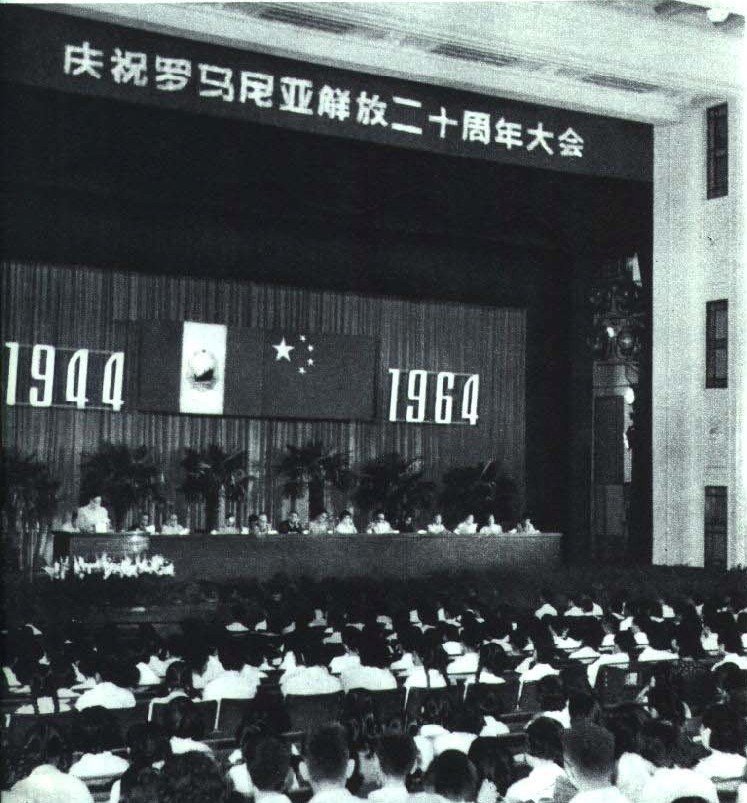
Celebrarea a 20 de ani de la „Eliberarea României” în 1964.

O delegație română, alcătuită din Ion Gheorghe Maurer, Emil Bodnăraș (membri ai Biroului Politic al C.C. al P.M.R.), Paul Niculescu-Mizil (membru al C.C. al P.M.R., șeful secției de propagandă a C.C. al P.M.R.) și ambasadorul Dumitru Gheorghiu (membru supleant al C.C. al P.M.R.), a sosit apoi în 28 septembrie 1964 la Beijing, la invitația C.C. al P.C. Chinez și a Consiliului de Stat al R. P. Chineze, pentru a participa la sărbătorirea celei de-a 15-a aniversări a proclamării Republicii Populare Chineze, fiind întâmpinată pe aeroportul din capitala Chinei de Ciu En-lai, Pîn Cijen, Cen I, Li Sien-nien (membri ai Biroului Politic al C.C. al P.C. Chinez), de alți conducători ai Partidului Comunist Chinez și de mii de muncitori chinezi. Membrii delegației au participat în seara zilei de 30 septembrie la o recepție oferită de Mao Tze-dun în cinstea celor 2.600 de invitați străini și în ziua următoare la un carnaval încheiat cu jocuri de artificii în Piața Tiananmen, în prezența a un milion și jumătate de locuitori ai capitalei chineze, au vizitat Fabrica de preparare a cocsului din Beijing, comuna populară „Prietenia chino-română” din apropierea Beijingului și orașele Harbin, Shanghai și Kunming și au asistat la un spectacol prezentat de Opera modernă din Beijing și la un spectacol festiv de cântece și dansuri populare. În cursul acestei vizite au avut loc două discuții cu Ciu En-lai, o convorbire cu Liu Șao-ti, Ciu En-lai și Deng Xiaoping în probleme de interes comun și o întâlnire, în după-amiaza zilei de 8 octombrie, cu Mao Tze-dun și cu alți conducători de partid (Liu Șao-ți, Dun Bi-u, Ciu De, Ciu En-lai, Deng Xiaoping, Pin Cijen și Li Sien-nien). Delegația română a părăsit China în 12 octombrie 1964, fiind condusă la aeroport de Dumitru Gheorghiu, care a revenit la post. Ambasadorul a revenit în România în martie 1965 pentru a participa la funeraliile liderului comunist Gheorghe Gheorghiu-Dej, făcând parte din grupul de membri ai PMR care au condus delegația chineză condusă de Ciu En-lai.
În calitate de reprezentant al României, ambasadorul Gheorghiu a înmânat în ianuarie 1966 diplomele și insignele de membri de onoare ai Academiei Republicii Socialiste România unor oameni de știință chinezi: Go Mo-jo (președintele Academiei Chineze de Științe), Ciu Kencen (vicepreședinte al Academiei Chineze de Științe) și Huang Ping-wei (membru al Academiei Chineze de Științe, vicepreședinte al Societății de geografie din Republica Populară Chineză), în cadrul unei festivități desfășurate „într-o atmosferă prietenească” la sediul Ambasadei. Dumitru Gheorghiu a fost rechemat din postul de ambasador în China la 3 martie 1966 și înlocuit cu Aurel Duma⁠(d). A plecat de la post la 19 martie 1966.

### Vicepreședinte al UGSR

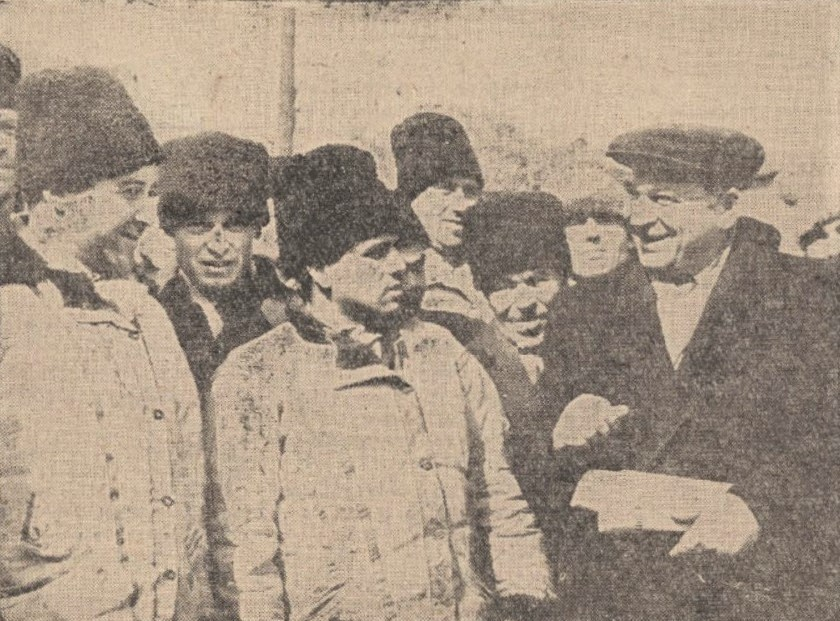
Dumitru Gheorghiu în mijlocul unui grup de alegători din circumscripția Codăești, 1961.

S-a întors în țară și, în urma Congresului Sindicatelor care s-a desfășurat în zilele de 16—19 mai 1966, a fost ales în funcțiile de membru al Comitetului Executiv și vicepreședinte al Consiliului Central al Uniunii Generale a Sindicatelor din România (U.G.S.R.), pe care le-a îndeplinit până la moartea sa.
Dumitru Gheorghiu a decedat la 3 februarie 1970, în urma unui accident grav, în orașul Cluj. Funeraliile sale au fost organizate de o comisie formată din Ion Cotoț, Ion Preoteasa (secretari ai Consiliului Central al U.G.S.R.), Nicolae Oniga, Ioan Moga și Nicolae Popescu (șefi de secții la Consiliul Central al U.G.S.R.). Corpul neînsuflețit al lui Dumitru Gheorghiu a fost depus în ziua de 5 februarie 1970 la Casa de cultură a tineretului din sectorul I al Bucureștiului, unde a fost permis accesul publicului între orele 10 și 13. Activiști de partid și de stat, precum și conducători ai Uniunii Sindicatelor, au făcut de gardă la catafalc, iar ultima gardă de onoare a fost formată din Constantin Drăgan, prim-vicepreședinte al Consiliului Central al U.G.S.R., Ion Cotoi, Iosif Anderco, Constantin Herescu, Larisa Munteanu, Ion Preoteasa, secretari ai Consiliului Central al U.G.S.R. Cortegiul funerar s-a îndreptat apoi spre Cimitirul Ghencea, unde a avut loc un miting de doliu, la care au rostit cuvântări Ilie Pîrvuțoiu, președintele comitetului sindicatului lucrătorilor din Consiliul Central al U.G.S.R., și Ion Preoteasa, secretar al Consiliului Central al U.G.S.R., urmat de înhumarea corpului neînsuflețit pe muzica unui marș funebru.

## Distincții
În semn de recunoaștere a meritelor dovedite în activitatea sa politică, Dumitru Gheorghiu a fost decorat de mai multe ori cu ordine și medalii ale Republicii Populare Romîne și Republicii Socialiste România. El a primit, printre altele, următoarele decorații:
- Ordinul Muncii clasa a III-a (30 decembrie 1957) „cu ocazia celei de a zecea aniversări a proclamării Republicii Populare Romîne și pentru merite deosebite în îndeplinirea sarcinilor date de Partidul Muncitoresc Romîn, pentru merite deosebite pe tărîmul construcției de stat, economice, sociale, culturale și obștești”[82]
- Ordinul Muncii clasa a II-a,[4]
- Ordinul „23 August” clasa a IV-a[4][83] (12 august 1959) „pentru merite deosebite în opera de construire a socialismului”,[83]
- Medalia „40 de ani de la înființarea Partidului Comunist din Romînia” (6 mai 1961) „pentru merite în activitatea de partid și întărirea regimului democrat-popular”[84]
- Ordinul Steaua Republicii Populare Romîne clasa a III-a (18 august 1964) „pentru merite deosebite în opera de construire a socialismului, cu prilejul celei de a XX-a aniversări a eliberării patriei”[85][86][87][88][89][90] și
- Ordinul Tudor Vladimirescu⁠(d) clasa a V-a[4][91] (30 aprilie 1966) „cu prilejul celei de-a 45-a aniversări de la înființarea Partidului Comunist din România, pentru merite deosebite în opera de construire a socialismului”.[91]

## Galerie

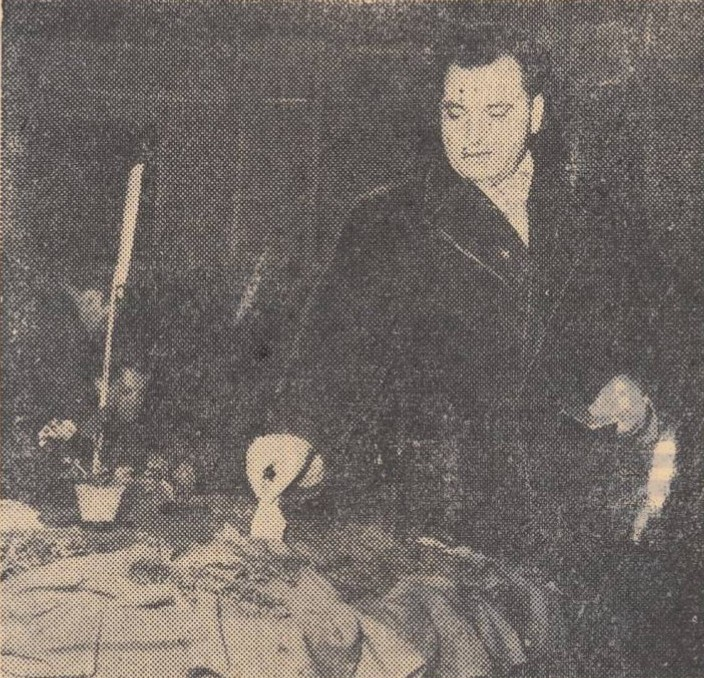
Dumitru Gheorghiu votând la alegerile de deputați ai MAN, 3 februarie 1957.
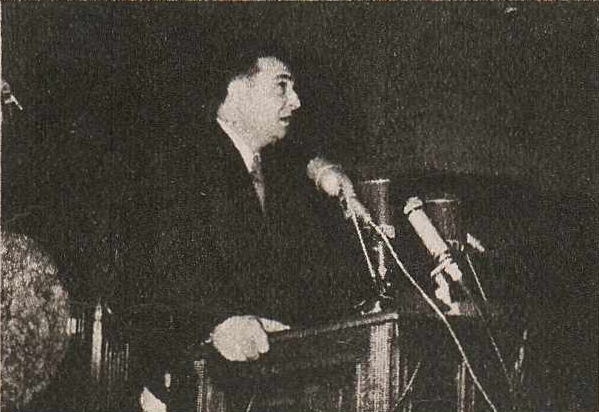
Dumitru Gheorghiu vorbind de la tribuna Marii Adunări Naționale, decembrie 1957.